# 死之島

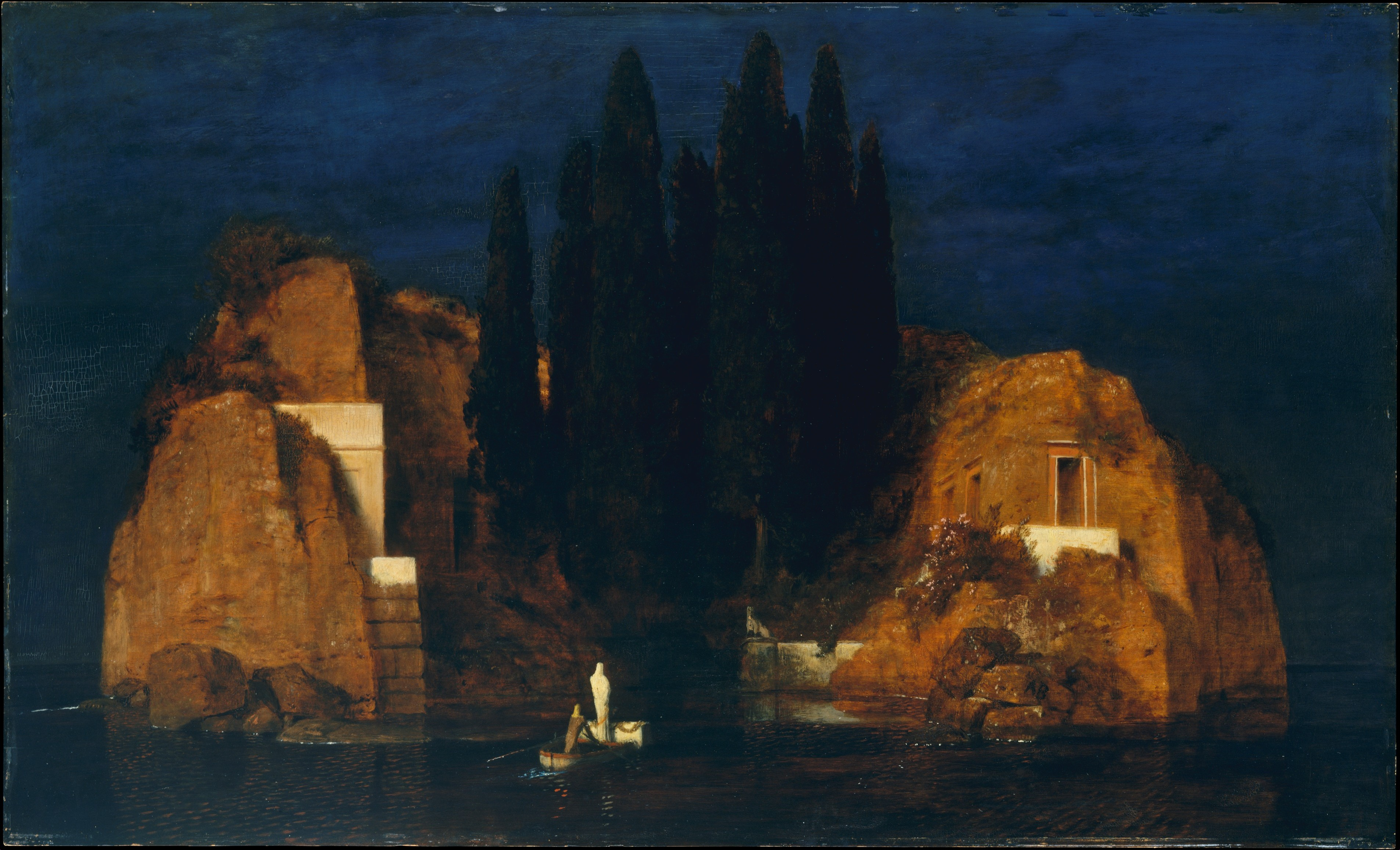
死之島第二版，現藏於紐約大都會博物館

死之島（德語：Die Toteninsel）是瑞士德籍畫家阿諾德·勃克林最著名的一幅畫作，也是拉赫曼尼諾夫一首非常著名的樂曲，導演諾臣與監製紐頓的電影，也是羅傑·齊拉尼的小說。

## 畫作
這幅畫作，勃克林一共畫了數個不同的版本。所有版本都描繪一個划船手和一個被白色包裹著的，站著的人，在小船上划過黑暗的河／湖／海，向著一個群石聳立的島出發。一般認為船上的白色影子是棺材。白色的人一般被認為是卡戎，而船下的則是阿格龍河。勃克林本人沒有親身在公眾面前解釋過這幅畫的意義，畫題的意義也是藝術品買家格列在1883年解釋的。
畫作的第二版現存在紐約大都會博物館，在1880年於初寡瑪麗·比娜的要求下完成。畫作的其他版本現存在瑞士巴塞爾、德國柏林和萊比錫。

### 完整版本清單
(1880)－版畫、油畫，74 x 122公分，紐約大都會博物館
(1880)－版畫、油畫，111 X 115公分，巴塞爾
(1883)－版畫、油畫，80 X 150公分，柏林
(1884)－銅畫、油畫，81 x 151公分，在第二次世界大戰時被毀
(1886)－80 x 150公分，萊比錫

## 樂曲
拉赫曼尼諾夫在1909年完成《死之島》交響詩，靈感來自畫作。他重覆用上5/8的速度描繪划人的划船動作，或者是水流的動作。而且，和他其他幾首作品一樣，他也用上了拉丁聖詠「震怒之日」（安魂曲中一段）來暗示死亡。而雷格於1913年寫成的《四首勃克林畫作的音詩》，當中第3首也是以本畫作為題材。